# Droga krajowa 19
Die Droga krajowa 19 (kurz DK19, pol. für ,Nationalstraße 19‘ bzw. ,Landesstraße 19‘) ist eine Landesstraße in Polen. Sie führt derzeit auf zwei Abschnitten in südlicher Richtung von der polnisch-belarussischen Grenze bei Kuźnica über Białystok, Lublin und Rzeszów bis zur polnisch-slowakischen Grenze bei Barwinek. Auf einer Gesamtlänge von 552 km durchquert die Straße insgesamt drei Woiwodschaften. Der erste Abschnitt von Kuźnica bis Stobierna bei Sokołów Małopolski ist 464 km, der zweite Abschnitt von Rzeszów bis Barwinek ist 88 km lang. Auf diesem zweiten Abschnitt ist die Straße ein Teil der Europastraße 371. Auf einigen Abschnitten wurde die Landesstraße inzwischen durch die Schnellstraße S19 ersetzt. Nach der Fertigstellung der Schnellstraße wird sie aus dem Straßennetz verschwinden.

## Geschichte
Einige Abschnitte des heutigen Straßenverlaufs wurde durch das polnische Straßengesetz vom 10. Dezember 1920 zur Staatsstraße erklärt. Der Abschnitt von der polnisch-belarussischen Grenze bei Kuźnica bis Białystok war ein Teil der Staatsstraße E12. Der Abschnitt zwischen Międzyrzec Podlaski und Radzyń Podlaski wurde als Staatsstraße 192 bezeichnet. Die Strecke von Radzyń Podlaski über Lubartów bis Lublin war ein Teil der Staatsstraße 24. Der Abschnitt Lublin−Kraśnik−Janów Lubelski−Nisko−Rzeszów wurde als Staatsstraße 26 gewidmet.
Nach der Neuordnung des Straßennetzes 1985 wurde dem Straßenverlauf neue Landesstraßen zugeordnet. Der Abschnitt von Kuźnica bis Białystok wurde Teil der Landesstraße 18. Das Teilstück von Białystok bis Rzeszów wurde zur neuen Landesstraße 19 zusammengesetzt, die nördlich von Białystok bis zum polnisch-litauischen Grenzübergang Budzisko führte. Die Straßenverlauf zwischen Rzeszów und der polnisch-slowakischen Grenze bei Barwinek wurde der Landesstraße 9 zugeordnet.
Mit der Reform der Nummerierung vom 9. Mai 2001 wurde der Abschnitt von Kuźnica bis Białystok nun der Landesstraße 19 zugeordnet, der bisherige Abschnitt von Białystok bis Budzisko wurde ein Teil der Landesstraße 8. Am 10. April 2014 wurde in einer Änderung der GDDKiA der bisherige Abschnitt der Landesstraße 9 zwischen Rzeszów und Barwinek zum Teil der Landesstraße 19 umgewidmet.
Nach der Verkehrsübergabe der Umgehung von Kock im Verlauf der Schnellstraße S19 wurde die alte Trasse der Landesstraße im Jahr 2011 zur Gemeindestraße abgestuft. 2013 wurde nach der Fertigstellung der Abschnitte der S19 von Stobierna bis zum Knoten Rzeszów-Wschód und zwischen den Knoten Rzeszów-Zachód und Rzeszów-Świlcza die alte Streckenführung der Landesstraße nördlich von Rzeszów abgestuft.

## Verkehrssicherheit
Um die Verkehrssicherheit zu verbessern, wurde das Programm Drogi Zaufania (dt. etwa „Vertrauensstraßen“) von der GDDKiA ausgearbeitet. Im Rahmen dieses Programmes erfolgten ab 2008 auf Stellen mit erhöhter Unfallgefahr entlang der Landesstraße verschiedene Maßnahmen zur Verkehrssicherheit. Es wurden die Ortsumgehungen von Wasilków, Międzyrzec Podlaski und Kock realisiert, letztere zwei sollen künftig Teile der Schnellstraße werden.

## Ausbauzustand
| Abschnitt                             | Streifen | Trennstreifen | Bemerkung                    |
| ------------------------------------- | -------- | ------------- | ---------------------------- |
| Kuźnica (BY/PL) – Wasilków            | 2        | nein          |                              |
| Wasilków – Sochonie                   | 2        | nein          | kreuzungsfrei                |
| Sochonie – Bialystok                  | 4        | ja            | autobahnähnlich              |
| Stadtgebiet Białystok                 | 4        | ja            | teilweise kreuzungsfrei      |
| Białystok – Bielsk Podlaski           | 2        | nein          |                              |
| Stadtgebiet Bielsk Podlaski           | 4        | ja            | städtisch                    |
| Bielsk Podlaski – Międzyrzec Podlaski | 2        | nein          |                              |
| Umgehung Międzyrzec Podlaski          | 2        | nein          | kreuzungsfrei                |
| Międzyrzec Podlaski – Kock            | 2        | nein          |                              |
| Kock – Bykowszczyzna                  | 2        | nein          | Schnellstraße; kreuzungsfrei |
| Bykowszczyzna – Lublin                | 2        | nein          |                              |
| Stadtgebiet Rzeszów                   | 4        | ja            | städtisch                    |
| Rzewszów – Barwinek (PL/SK)           | 2        | nein          |                              |

## Wichtige Ortschaften entlang der Strecke
- Sokółka
- Czarna Białostocka
- Wasilków
- Białystok
- Zabłudów
- Bielsk Podlaski
- Boćki
- Siemiatycze
- Łosice
- Międzyrzec Podlaski
- Radzyń Podlaski
- Kock
- Firlej
- Lubartów
- Niemce
- Lublin
- Rzeszów
- Domaradz
- Miejsce Piastowe